# Dottrina cristiana breve
La Dottrina cristiana breve è un catechismo scritto dal cardinale Roberto Bellarmino nel 1597 e approvato da papa Clemente VIII nel 1598.

## Contenuto
L'opera  catechistica è formulata «perché si possa imparare a mente», le posizioni fondamentali sono allo scopo di tenere attuali due cose: «la necessità e la capacità dei discenti». Composta in «novantaquattro domande»«fatte dal maestro e sono molto brevi; le risposte sono alquanto lunghe, ma in periodi facilissimi e ben diversi. Spesso nelle risposte viene insinuata qualche buona abitudine di vita cristiana, come il lettore avrà modo di constatare» e si riassume tutto «l'insegnamento che può e deve essere ricordato» che sono «gli elementi della fede e la morale cattolica». 
Nel mondo si utilizzavano i catechismi di San Roberto Bellarmino Dottrina cristiana breve e Dichiarazione più copiosa della dottrina cristiana accompagnati da un breve di papa Clemente VIII, furono tradotti in varie lingue e successivamente utilizzato come catechismo dalla Chiesa cattolica per tre secoli.